# Новый Орьебаш
Новый Орьебаш (баш. Яңы Уръябаш) — деревня в Калтасинском районе Республики Башкортостан Российской Федерации. Входит в состав Тюльдинского сельсовета. 

## География

### Географическое положение
Расстояние до:
- районного центра (Калтасы): 9 км,
- центра сельсовета (Тюльди): 17 км,
- ближайшей ж/д станции (Янаул): 83 км.

## Население
| 2002 | 2009 | 2010 |
| ---- | ---- | ---- |
| 141  | →141 | ↘126 |

Национальный состав
Согласно переписи 2002 года, преобладающая национальность — марийцы (99 %).